# Jan den Boer
Jan Cornelis den Boer (Gouda, 13 aprile 1889 – Gouda, 9 aprile 1944) è stato un pallanuotista olandese.
Faceva parte della squadra dei Paesi Bassi che ha partecipato ai Giochi di Parigi 1924.